# 张安
张安（1996年6月16日—），女，美籍华裔乒乓球运动员，美国乒乓球国家队成员，曾参加4届夏季奥运会，获得6届（2012年、2014年、2016年、2017年、2019年、2022年）美国乒乓球锦标赛女子单打冠军。她在15岁及以下级别的最高世界排名是第2，在18岁及以下级别的最高世界排名是第5。

## 生平
张安出生于加利福尼亚州雷德伍德城，父母为中国移民，全家生活在斯坦福大学校园，父亲当时是那里的数学教授，母亲曾效力于陕西省乒乓球队。2014年从帕罗奥图高中毕业后入读加州大學柏克萊分校心理学系。
张安是2014年纪录片《Top Spin》的主角之一。她有一位自2017年交往的澳大利亚女友Jessie。

## 职业生涯
7岁时，她加入了帕罗奥图乒乓球俱乐部并在那里接受乒乓球的训练。13岁时，她在美国国内青少年组的排名为第2名。在2010年和2011年的美国乒乓球锦标赛上，张安获得了青少年组的冠军以及女子单打的亚军。而在2012年的比赛上，张安击败了邢延华，首次获得该项赛事女子单打项目的冠军。
2011年10月，张安首次参加泛美运动会。她先携手队友邢延华和吴炫宁为美国队摘得乒乓球女子团体的铜牌，之后她在女子单打半决赛上不敌加拿大选手张墨，再获一枚铜牌。1个月之后，张安和来自俄罗斯的安娜·蒂克米罗娃（Anna Tikhomirova）获得了卡塔尔和平与体育杯女子双打的冠军。
2012年7至8月，张安作为最年轻的乒乓运动员参加了伦敦奥运会的乒乓球比赛，她在该项赛事的种子排名是第49位。在女子单打第一轮的比赛当中，她以0:4不敌克罗地亚选手Cornelia Molnar，无缘下一轮。在女子团体比赛中，由邢延华、吴炫宁和张安组成的美国队首场对阵由福原爱、平野早矢香和石川佳纯组成的日本队，最终以0:3告负。
同年9月，张安在北美洲乒乓锦标赛上首次夺得该赛事女子单打的金牌。在之后的世界青年乒乓球锦标赛上，张安在女子单打打入了八强，而在女子团体项目上，她和队友也同样进入了八强。在2013年美国乒乓球公开赛上，张安在半决赛上负于罗马尼亚选手Elizabeta Samara，无缘决赛。2014年8月，张安参加了在中国南京举办的夏季青奥会，在女子单打三四名决赛中击败日本选手加藤美优获得铜牌。在2015年北美洲乒乓锦标赛上，张安击败张墨，第二次夺得该项赛事冠军。
2016年8月，张安赴巴西里约热内卢，第二次参加奥运乒乓球比赛。在单打第三轮比赛上，她以1:4负于韩国选手徐孝元。之后她和队友吴玥以及郑佳奇代表美国队出战团体比赛，队伍在第一轮比赛以0:3负于之后夺得银牌的德国队，结束该届奥运之旅。
2019年9月，张安参加了在巴拉圭亚松森进行的第3届泛美乒乓球锦标赛。她在所参加的四个项目的比赛中均获得金牌，成为该届赛事获得金牌最多的选手。
2021年11月28日，在2021年世界乒乓球锦标赛混合双打半决赛中，与中国选手林高遠搭档，以2比3惜败日本组合張本智和/早田希娜，获得季军。这是美国自1959年以来，时隔62年的第一枚世乒赛奖牌。
2024年巴黎奥运会，张安先后以4:0战胜黎巴嫩选手Mariana Sahakian，4:2战胜巴西选手布鲁娜·高桥，虽在16强赛中0:4不敌韩国选手申裕斌，但也创造了个人奥运最佳成绩。